# Аватар (інтернет)

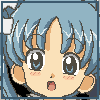
Приклад аватара

Аватар, аватарка, ава, юзерпік, юзерпика (від англ. User picture — «зображення користувача») — невелике статичне або анімоване зображення, що використовується для персоналізації користувача різних онлайн-сервісів (наприклад, месенджерів, форумів, чатів, порталів, блогів, соціальних мереж тощо). Аватар може бути присутнім на сторінці інформації про користувача, супроводжувати його повідомлення тощо. 
Аватар разом із іменем користувача (псевдонімом-ніком) відображає реальні або вигадані якості їхнього власника, риси характеру, переконання, соціальний статус — для повідомлення про них іншим користувачам та створення бажаного враження. Найголовнішою практичною роллю аватара є візуальна асоціація співрозмовника або гравця. Також нерідко аватари використовують для прикрашення свого профіля.
Аватар зазвичай обирається користувачем самостійно, або надається автоматично системою після реєстрації. Аватар може бути як справжньою фотографією користувача, так і довільним зображенням. Як правило аватари обмежені розміром в певне число пікселів і/або байтів. Часто використовуються розміри 64x64 або 100x100 пікселів, але бувають більші та менші. У часи текстових MUD-ігор аватаром була комбінація символів.
Наразі існує багато сайтів, що допомагають зробити аватар на основі завантаженої фотографії. Іноді з етичних та інших міркувань заборонений певний зміст зображеного на аватарі. Аватаром можуть бути фотографії користувача або інших людей, тварин, предметів, різні картинки, статичні або анімаційні.

## Назва
Слово «аватар» в індуїзмі позначає істоту, що є втіленням Бога: так, у Вішну було 22 аватари.
В інтернеті поняття «аватар» було вперше введено у 1985 році у 4-й частині гри Ultima (Ultima IV: the quest of avatar), де ціллю було якраз стати аватаром. Подальші серії гри вже мали на увазі, що гравець і є аватаром. Потім цей термін використовувався в рольових іграх Shadowrun (1985) i Habitat (1987)
Бурхливий розвиток інтернету призвів до більш поширеного використання цього терміна. Так він з'явився у блогах, на форумах, у сервісах миттєвих повідомлень.